# Liste der Naturdenkmäler im Kreis Lippe
Die Liste der Naturdenkmäler im Kreis Lippe nennt die Listen der in den Städten und Gemeinden im Kreis Lippe in Nordrhein-Westfalen gelegenen Naturdenkmäler.
Im  Kreis Lippe gibt es fast 400 Naturdenkmäler.
Bei der Verordnung von Naturdenkmälern wird unterschieden zwischen denen innerhalb der im Zusammenhang bebauten Ortsteile oder im Geltungsbereich von Bebauungsplänen einerseits sowie andererseits denen außerorts, im Kreis Lippe abgedeckt durch 14 Landschaftspläne.
Die vorliegenden Listen nennen zumeist nur die in Landschaftsplänen enthaltenen Naturdenkmäler.
| Stadt/Gemeinde        | Liste                                             |
| --------------------- | ------------------------------------------------- |
| Augustdorf            | Liste der Naturdenkmäler in Augustdorf            |
| Bad Salzuflen         | Liste der Naturdenkmäler in Bad Salzuflen         |
| Barntrup              | Liste der Naturdenkmäler in Barntrup              |
| Blomberg              | Liste der Naturdenkmäler in Blomberg              |
| Detmold               | Liste der Naturdenkmäler in Detmold               |
| Dörentrup             | Liste der Naturdenkmäler in Dörentrup             |
| Extertal              | Liste der Naturdenkmäler in Extertal              |
| Horn-Bad Meinberg     | Liste der Naturdenkmäler in Horn-Bad Meinberg     |
| Kalletal              | Liste der Naturdenkmäler in Kalletal              |
| Lage                  | Liste der Naturdenkmäler in Lage (Lippe)          |
| Lemgo                 | Liste der Naturdenkmäler in Lemgo                 |
| Leopoldshöhe          | Liste der Naturdenkmäler in Leopoldshöhe          |
| Lügde                 | Liste der Naturdenkmäler in Lügde                 |
| Oerlinghausen         | Liste der Naturdenkmäler in Oerlinghausen         |
| Schieder-Schwalenberg | Liste der Naturdenkmäler in Schieder-Schwalenberg |
| Schlangen             | Liste der Naturdenkmäler in Schlangen (Gemeinde)  |